# Fort Walton Beach
Fort Walton Beach è una città degli Stati Uniti d'America situata in Florida, nella Contea di Okaloosa.